# Bartholomeus Filkenius
Bartholomeus Filkenius, Szinnyeinél Filkeni (Filkenius) Bertalan (? – Segesvár, 1693. december 3.) erdélyi szász evangélikus lelkész, iskolaigazgató.

## Élete
Segesvárról származott, a hasonló nevű városi lelkésznek, aki 1653-ban halt meg, fia volt. Segesváron, majd 1669–1671-ben Wittenbergben tanult és 1677. április 21-étől 1678. május 18-áig segesvári rektor volt, azután hétfői prédikátor, 1678-ban apoldi pap lett.

## Munkái
- Disputatio de vita aeterna. Sub praesidio D. Joh. Deutschmann. Witebergae, 1669.
- De bonis operibus. Witebergae, 1671. (Controvers. Calviniarum. Disp. VIII.).